# 사와네마치촌
사와네마치촌(沢根町村)은 니가타현 사도군에 설치되었던 촌이다. 현재의 사도시에 해당한다.